# クレイトン・エイブラムス
クレイトン・ウィリアムズ・エイブラムス・ジュニア（Creighton Williams Abrams Jr.、1914年9月15日 - 1974年9月4日）は、アメリカ合衆国の軍人。陸軍大将。1968年から72年までベトナム戦争におけるアメリカ軍の軍事作戦を指揮した。彼は1972年から74年の死の直前までアメリカ陸軍参謀総長を務めた。

## 生涯

### 生い立ち
1914年にマサチューセッツ州スプリングフィールドで生まれた。父親は鉄道車両整備工兼農民であった。
1936年にカナダ人のジュリア・エイブラムス(1915 - 2003)と結婚した。彼女は「アーリントン・レディーズ」を設立し、人道問題に対し多くの時間没頭した。彼らには3人の娘および3人の息子がおり、息子はすべて陸軍大将になった。三男ロバートは2019年6月現在、在韓米軍司令官である。また、娘の各々は陸軍士官と結婚した。
1936年にウェストポイントを卒業した。彼に先んじて陸軍参謀総長などになったウィリアム・ウェストモーランド
と同期であった。1936年から1940年まで第1騎兵師団に配属され、1939年に中尉および1940年に臨時大尉に昇進した。
騎兵科の発展初期に装甲士官となり、1940年に第1機甲師団の戦車中隊長を務めた。

### 第二次世界大戦
第二次世界大戦中に彼は第4機甲師団の連隊副官(1941年6月-1942年6月)として配属され、大隊指揮官(1942年7月-1943年3月)、第37機甲連隊の先任士官(1943年3月-1943年9月)を務めた。師団の再編成により新たな大隊、第37戦車大隊が創設され、彼は1945年3月まで同大隊の指揮官として、師団の戦闘コマンドBを指揮した。この間に彼は1943年3月に臨時少佐、1943年9月に中佐に昇進した。
この間の大半、彼の部隊は第4装甲師団および第3軍の先鋒として多くの戦闘に参加した。また、彼は活動的な戦車指揮官として有名であった。彼はその指揮官としての能力と、信頼性が高く僅かに高速な車両を用いることで、優れた装甲と兵器を備えた錬度の高いドイツ軍を打ち破ることができた。エイブラムスは積極的で成功した装甲指揮官として知られていた。ジョージ・パットン将軍は彼について「私は陸軍で最高の戦車指揮官ということになっているが、私には一人の仲間がいる。エイブ・エイブラムス。彼は世界チャンピオンだ。」と語っている。エイブラムスの部隊は第二次世界大戦の間、頻繁に第3軍の先鋒を担当した。エイブラムスはバルジの戦いに於いて、バストーニュで包囲された第101空挺師団への救援部隊指揮官の一人であった。
1945年4月23日にウィル・ラング・ジュニアはライフ誌に「Colonel Abe」と題された彼の伝記を執筆した。
戦後彼は陸軍参謀(1945-46)、フォート・ノックスの機甲学校で戦略部長(1946-48)を務め、フォート・レブンワースのアメリカ陸軍指揮幕僚大学を1949年に卒業した。彼は1945年に臨時大佐に昇進していたが、第二次世界大戦が終わると元の中佐に降格した。
その後彼は第1歩兵師団の一部である第63戦車大隊をヨーロッパで指揮する(1949-51)。彼は再び大佐に昇進し、第2機甲連隊(1951-52)を指揮した。これらの部隊は冷戦下におけるソ連の西ヨーロッパ侵攻に対する重要な抑止力であった。その後彼は陸軍戦争大学に入学し、1953年に卒業した。

### 朝鮮戦争
彼はヨーロッパへの配属および陸軍戦争大学への入学で、朝鮮戦争には遅れて参加することとなった。彼は朝鮮半島に於いて第1、第10、第9軍団の参謀長を務めた(1953-54)。
朝鮮戦争後、彼はフォート・ノックスの兵器センター(1954-56)の参謀長を務めた。彼は准将に昇進し、ペンタゴンの予備軍構成部隊の参謀副長(1956-59)であった。1959年から60年まで第3機甲師団の副師団長を務め、60年から62年まで師団長として同師団を指揮し、少将へ昇進した。
その後彼はペンタゴンの作戦担当陸軍参謀次長に転任し(1962-63)、続いて中将に昇進しヨーロッパで第5軍団を指揮した(1963-64)。

### 最高指揮官として
彼は1964年に大将に昇進し、陸軍参謀次長に就任する（しかし、当初は参謀総長候補の1人として考慮されていた）。ベトナム戦争での戦況の変化から、彼は1967年5月に陸軍士官学校で同期であったウィリアム・ウェストモーランド将軍の次席司令官に任命され、1968年6月には陸軍参謀総長となったウェストモーランドの後を継いでヴェトナム派遣米軍の最高司令官となった。彼のヴェトナムにおける指揮は、前任者ウェストモーランドによる楽観論から着目されなかった。
1968年の大統領選後に就任したリチャード・ニクソン大統領は、ニクソン・ドクトリンで表明した「ベトナム化政策」を推し進めた。「ベトナム化」とはベトナム戦争におけるアメリカ軍の関与を次第に縮小し、戦争を南ベトナム政府軍に任せることであった。
彼は1972年6月に、ウェストモーランドの後任としてアメリカ陸軍参謀総長に指名されたが、彼の部下が命令に不服従を行ったことで、政治的な影響を考えた上院によって1972年10月まで承認されなかった。彼は、ヘビースモーカーであり、1974年9月に肺がんで在職死するまで、同職を務めた。彼が参謀総長の間にアメリカ陸軍は徴兵制を停止し、志願制へ移行した。
彼はアーリントン国立墓地に妻と共に埋葬されている。

## 逸話
- 彼は兵士に対する懸念、戦争即応性に対する強調、個人の高潔さに対する主張で有名であった。
- M1エイブラムス主力戦車は彼にちなんで命名された。また「エイブラムス」の名はユダヤの太祖「アブラハム」に由来し、彼は旧約聖書でケダラオメル王による侵略と同胞拉致を、撃退したとのエピソードがある[1]。